# Diabase
Pour les articles homonymes, voir Diabase (homonymie).

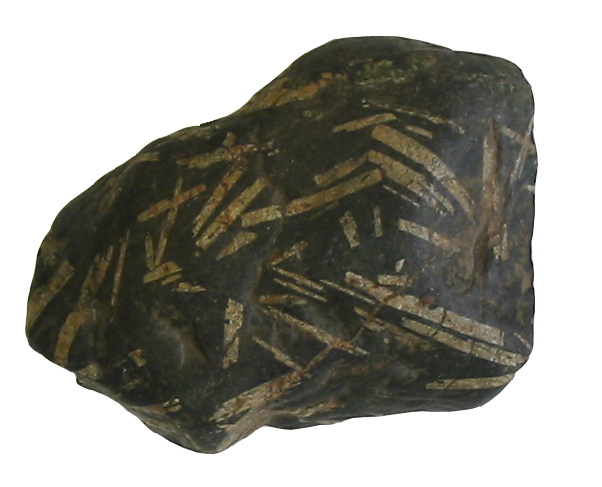
Diabase.

La diabase (Alexandre Brongniart, 1807, du grec diabasis, passage) est une roche ignée mafique, holocristalline, analogue au  basalte volcanique ou au gabbro plutonique, modifiée par un métamorphisme de faible degré. Les textes américains utilisent le mot diabase pour la dolérite (microgabbro) mais ce dernier terme a tendance à le remplacer.

## Description
La diabase possède généralement une texture fine, mais nettement visible de cristaux euédriques de plagioclase en forme de bâtonnets incrustés dans une pâte plus fine de pyroxène (généralement de l'augite), ainsi que des traces d'olivine et de magnétite.
Parmi les minéraux secondaires ou métamorphiques, on trouve la hornblende, la biotite, l'apatite, la pyrrhotite, la chalcopyrite, la serpentine, la chlorite, et la calcite. 
On parle d'une texture ophitique typique des diabases. Le feldspath possède une teneur élevée en anorthite (opposée à l'albite), l'élément calcique situé à l'extrémité de la chaîne Anorthite-Albite des solutions solides de plagioclases,  généralement sous forme de labradorite. On trouve la diabase dans des petits corps intrusifs peu épais, tels que les dykes et les sills. Les dykes de diabase sont présents dans les régions d'expansion de la croûte terrestre, et font souvent partie de systèmes comportant des centaines de dykes individuels rayonnant à partir d'un centre volcanique unique. 

## Exemples

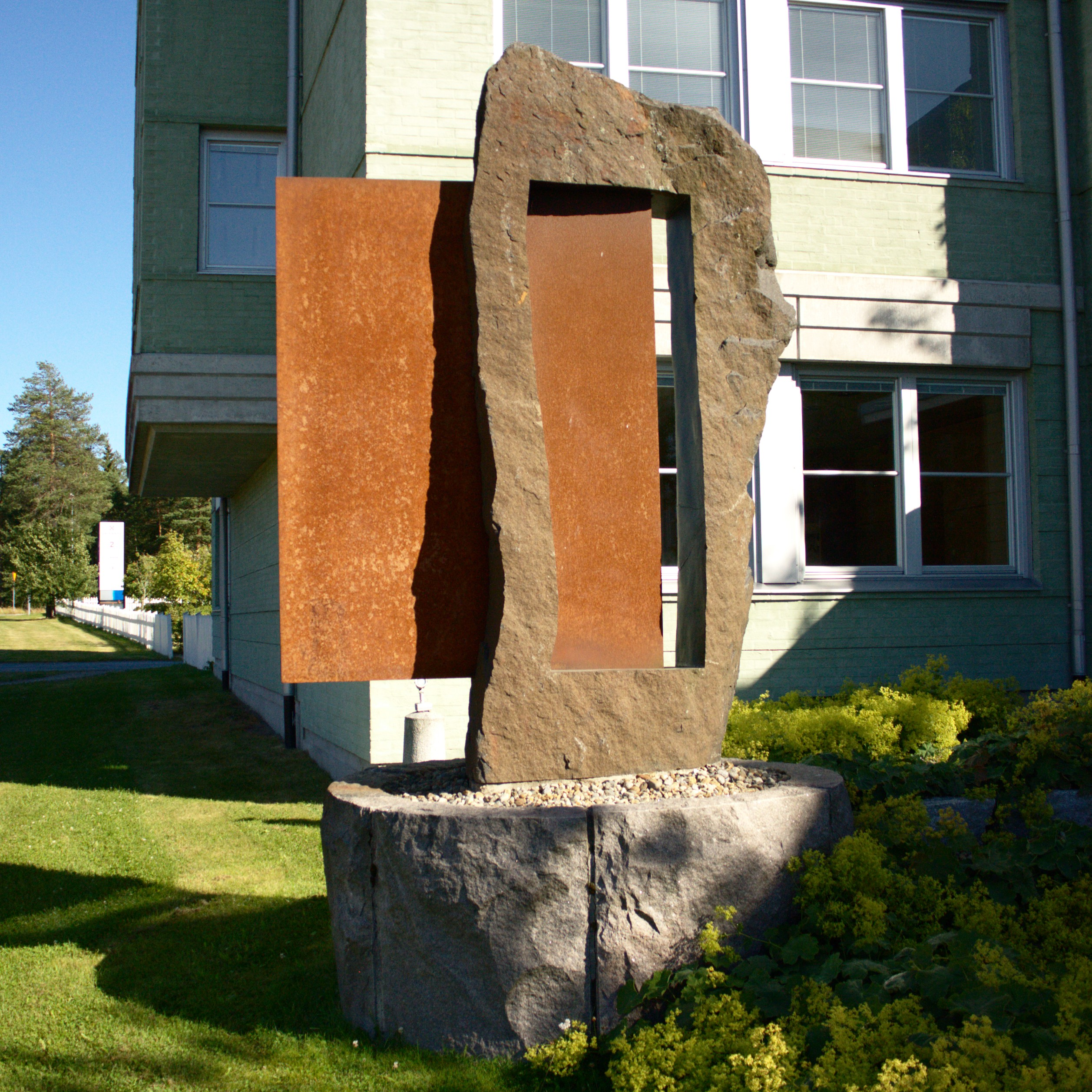
Door (environ 2,6 mètres de haut), œuvre de Hiroshi Koyama, plaque en acier corten et une surface rugueuse en diabase noire, située sur la route de Gosta skoglund.

La zone de Palisades dans le New Jersey, près du fleuve Hudson et à côté de New York, offre un bon exemple de sill de diabase.
La région volcanique de l'ère tertiaire qui comprend les îles de Skye, Rùm, Mull et Arran à l'ouest de l'Écosse, la région de Slieve Gullion en Irlande et le nord de l'Angleterre,  offre de nombreux exemples de systèmes de dykes de diabase. On trouve également des diabases en Bretagne et bien répandu sous forme des roches volcaniques sous-marins au Massif schisteux rhénan.[réf. nécessaire]